# Acapulco Shore
Acapulco Shore é um reality show mexicano, parte da franquia Shore, da MTV. É transmitido pelo canal de televisão MTV Latinoamérica. O programa segue a vida diária de oito jovens, que passam o verão vivendo juntos no porto de Acapulco.
A primeira temporada estreou em 27 de setembro de 2014, teve um total de 12 episódios que foram transmitidos aos sábados pela MTV Latinoamérica às 22h00 do horário do México.
Em janeiro de 2015, a MTV Latinoamérica confirmou uma segunda temporada do reality, que estreou na terça-feira, 19 de maio do mesmo ano, depois que a primeira temporada fora vista por mais de 7,2 milhões de pessoas na região latina. As gravações desta temporada começaram em março de 2015, e foi ao ar pela MTV Latinoamérica no mesmo horário da temporada anterior.
No Brasil, o reality show é exibido na MTV Brasil em versão dublada e em Portugal na MTV Portugal em versão original (espanhol) com legendas em português.

## História
Dado o sucesso do formato na versão americana Jersey Shore, e a ampla aceitação da versão britânica Geordie Shore, a MTV Latinoamérica decidiu realizar sua própria versão do show junto com a produtora "Litopos Productions" por Carlos Carrera. "Confiamos que a versão latino-americana do formato entreterá e atrapalhará a audiência, da mesma forma que as versões anteriores ao redor do mundo." Declarou Maria Iregui, manager da MTVLA de acordo com um comunicado de imprensa. Enquanto isso Eduardo Lebrija, vice-presidente sênior da Viacom International Media Networks, disse o seguinte: "Estamos muito orgulhosos de anunciar Acapulco como o centro de produção da primeira versão mexicana da franquia Shore, a energia desse lugar e sua vibrante vida social de dia e de noite fazem a combinação perfeita para a série."
Primeiro foi Jersey Shore, depois continuaram com Geordie Shore, Gandía Shore e Warsaw Shore. Agora a temporada mexicana está sob a supervisão criativa de Iregui e Federico Cuervo. A MTV realizou o casting em março de 2014   e só podia participar "Pessoas que se consideram atraentes e que não tenha medo das câmeras".

## Temporadas
| Ano  | Temporada      | Local                                  | Número de episódios |
| ---- | -------------- | -------------------------------------- | ------------------- |
| 2014 | 1.ª temporada  | Acapulco, México                       | 12                  |
| 2015 | 2.ª temporada  | Acapulco, México                       | 13                  |
| 2016 | 3.ª temporada  | Acapulco, Cancún & Guadalajara, México | 14                  |
| 2017 | Nova Geração   | Cidade do México, México               | 4                   |
| 2017 | 4.ª temporada  | Cancún, México & Medellín, Colômbia    | 12                  |
| 2018 | 5.ª temporada  | Acapulco, México                       | 12                  |
| 2019 | 6.ª temporada  | Cidade do México, México               | 15                  |
| 2020 | 7.ª temporada  | Mazatlán, México                       | 17                  |
| 2021 | 8.ª temporada  | Acapulco, México                       | 15                  |
| 2022 | 9.ª temporada  | Cartegena, Colombia                    | 14                  |
| 2022 | 10.ª temporada | Puerto Vallarta, México                | 12                  |
| 2023 | 11.ª temporada | Acapulco, México                       |                     |

### 1.ª temporada (2014)
As gravações do programa começaram em julho no porto de Acapulco e foi ao ar na América Latina a partir de setembro. Acapulco Shore foi produzido exclusivamente no México, mostrando discussões, triângulos amorosos e momentos escandalosos dos jovens selecionados no porto mexicano.
Em 24 de agosto de 2014 dias antes da estreia oficial do programa, foi revelada a lista oficial com os participantes da primeira temporada durante a transmissão do MTV Video Music Awards de 2014, onde podemos conhecer a Talía Loaiza, Luis Caballero, Fernando Lozada, Manelyk González, Tadeo Fernández, Luis Alejandro Méndez, Karime y Joyce Islas.
Finalmente, Acapulco Shore estreou na noite de sábado 27 de setembro de 2014. Este reality show reúne oito jovens desconhecidos, com valores focados na obsessão pelo físico, festas e sexo.
Além disso, a MTV está satisfeita que seus shores seja um dos poucos programas que são transmitidos sem censura, tudo que os participantes fazem é exibido pelo canal.

### 2.ª temporada (2015)
Em 27 de outubro de 2014 foi anunciado que haveria uma segunda temporada de Acapulco Shore, para ser lançada em 2015, já que desde que lançou sua primeira temporada em setembro, a MTV Latinoamérica conseguiu causar o furor esperado, dando a este a renovação do show.
Foi confirmado que o elenco seria o mesmo da primeira temporada, com exceção de Joyce Islas que deixou o programa voluntariamente, em seu lugar entra Brenda Zambrano que não é substituta de Joyce. Brenda tinha sido convidada para a 1.ª temporada, mas por algum motivo não se apresentou.

### 3.ª temporada (2016)
Por meio da conta oficial da MTV Latinoamérica no facebook em 18 de março, foi anunciada a terceira temporada do programa. Estreou na terça-feira, 17 de maio de 2016 no mesmo horário das temporadas anteriores, às 22h00 do horário do México. Esta temporada teve um total de 32 dias de gravações. O elenco foi composto por 4 homens e 5 mulheres. Com tecnologia de ponta contou com 12 câmeras robóticas, quatro câmeras GoPro e quatro câmeras de mão, para que nenhum detalhe fosse perdido. Os cenários de gravação para esta temporada foram Acapulco e Playa del Carmen.
A MTV revelou que haveria novos integrantes no elenco, a primeira a ser anunciada foi Danik Michell, que é modelo e tem 20 anos.
Os primeiros membros do elenco original que confirmaram a participação para esta temporada foram Luis Caballero e Karime Pindter. Posteriormente foi confirmado por meio de um vídeo promocional da MTV Latinoamérica que Manelyk González, Fernando Lozada, Tadeo Fernández e Luis Méndez, que também são membros do elenco original estariam nesta temporada, junto a Danik Michell, Tania Gattas e Nicole Olin, três novas integrantes que se juntam para a terceira temporada.

### 4.ª Temporada (2017)
Através do site oficial da MTV Latinoamérica em 11 de janeiro de 2017, foi anunciado a renovação do programa para a quarta temporada. O programa estreou na terça-feira 11 de abril do mesmo ano, no mesmo horário das temporadas anteriores.
Nesta temporada, foram anexados os novos membros que foram escolhidos por Karime Pindter e Luis Caballero, membros em temporadas anteriores, em um especial chamado Acapulco Shore Nova Geração. Os novos integrantes, determinados no especial, foram Natália Saldanha, Ariane Schmitt, Rafael Zago, Pedro Onofrio e Guilherme Castilhos.
Os cenários de gravação nesta temporada será a Riviera Maya, no México e a cidade de Medellín, na Colômbia, saindo pela primeira vez em sua história do México.

### 5.ª Temporada (2018)
A MTV Latinoamérica anunciou (no méxico) a nova temporada do reality show em 17 de abril de 2018. Foram apresentados oito participantes sendo três novatos. Os primeiros a serem confirmados foram Potro e Karime, depois Manelyk e Tadeo, mais tarde Brenda e "chili", e por último María e Leslie.
No Brasil o reality estreou no dia 6 de maio de 2018.

### 6.ª Temporada (2019)
A sexta temporada estreou em 30 de abril de 2019. Erick Sandoval, Leslie Gallardo e Maria Usi não voltaram ao show. A MTV revelou o elenco durante a transmissão de Resistiré, onde os novos membros do elenco Dania Méndez e Xavier Ulibarri foram mostrados. Também tem o retorno de Luis Méndez e Talía Loaiza. Anahí Izalí, Jey Bazán e Rocío Sánchez se juntaram ao elenco posteriormente. A MTV confirmou as aparições dos ex-membros do elenco Danik Michell e Tania Gattas. Izalí foi expulsa do programa por vários de seus colegas.

### 7.ª Temporada (2020)
Uma nova temporada do programa foi anunciada em 19 de fevereiro de 2020, que foi gravada em Mazatlán. Estreou em 2 de junho do mesmo ano e tem como tema os carnavais de Mazatlán. Em 4 de março de 2020, a MTV revelou o elenco, Brenda Zambrano, Fernando Lozada e Talía Loaiza não retornaram ao programa. Durante a coletiva de imprensa foi confirmada a participação de Ignacia Michelson, posteriormente a participação de Fernanda Moreno, Isabel Castro, José Arana e Ramiro Giménez. Em 11 de março de 2020, Dania Méndez deixou o programa.

### 8.ª Temporada (2021)
A oitava temporada foi confirmada em 18 de janeiro de 2021 através da página oficial do programa no Instagram. Em 10 de março foi anunciado que seria filmado em Acapulco de Juárez. Foi ao ar em 27 de abril de 2021. Inclui os novos membros do elenco Alba Zepeda, Beni Falcón, Charlotte Caniggia, Diego Garciasela, Eduardo Schobert, Jackie Ramirez, Jaylin Castellanos e Matheus Novinho de De Ferias como Ex. Conta ainda com Aarón Albores e Diana Chiquete.

### 9.ª Temporada (2022)
A nona temporada foi confirmada em 8 de julho de 2021 durante a transmissão do décimo primeiro episódio de Acapulco Shock. Em 15 de dezembro de 2021, a MTV anunciou a data de estreia para 18 de janeiro de 2022. Foi filmado na Colômbia, marcando a segunda vez que o programa é filmado lá. Em 4 de setembro de 2021, Ignacia Michelson anunciou sua saída do programa para se concentrar em sua saúde mental. Inclui o retorno de Beni Falcón, que deixou o show na temporada anterior, bem como as adições de Carlos Pantoja, José Rodríguez, Nati Peláez e Santiago Santana. Em 12 de janeiro de 2022, foi anunciada a participação de Diego Garciasiela, Jibranne Bazán e Rocío Sánchez como membros titulares, além da incorporação de Andrés Altafulla.

### 10.ª Temporada (2022)
Em 15 de fevereiro de 2022, a Paramount+ revelou sua nova programação de séries sem roteiro e renovações para a MTV Entertainment Studios, incluindo a renovação da próxima temporada do programa. A data de estreia da décima temporada do programa está marcada para 27 de setembro de 2022. As filmagens ocorreram em Puerto Vallarta em junho de 2022. Esta seria a primeira vez que o programa é filmado em locais públicos desde a 7ª temporada devido a regulamentos rigorosos relacionados ao COVID-19 pandemia. Em junho de 2022, foi anunciado nas redes sociais que nenhum dos novatos da nona temporada retornaria ao programa para a décima temporada. Em 28 de agosto de 2022, durante a transmissão do MTV Video Music Awards de 2022, o elenco oficial foi anunciado, anunciando o retorno do membro do elenco original Luis "Jawy" Méndez e novos companheiros de casa Abel Robles, Elizabeth Varela, Ricky Ochoa e Sebastian Galvez. Roberto Mora e Alejandra Varela se juntaram ao show pela primeira vez no quinto e sexto episódios, respectivamente. Antes da estreia, Karime Pindter anunciou que isso marcaria sua última temporada. Jaylin Castellanos e Rocío Sánchez retornaram brevemente, assim como o membro do elenco original Fernando Lozada.

### 11.ª Temporada (2023)
Sua estreia está marcada para 5 de setembro de 2023. Em novembro de 2022, a Paramount+ confirmou os preparativos para uma próxima temporada. A décima primeira parcela foi filmada em abril de 2023 em Acapulco de Juárez. Metade do elenco da temporada anterior não voltou ao programa. Leslie Gallardo, que só participa da quinta temporada, volta ao programa. Pela primeira vez, apresenta os estreantes Abigail Salazar, Andrea Otaola, Jesús Esparza e Regina Coquet.

## Elenco
| Nome                      | Temporadas     | Temporadas     | Temporadas     | Temporadas     | Temporadas     | Temporadas     | Temporadas     | Temporadas     | Temporadas     | Temporadas     | Temporadas     | Temporadas     |
| Nome                      | 1              | 2              | 3              | NG             | 4              | 5              | 6              | 7              | 8              | 9              | 10             | 11             |
| Membros atuais            | Membros atuais | Membros atuais | Membros atuais | Membros atuais | Membros atuais | Membros atuais | Membros atuais | Membros atuais | Membros atuais | Membros atuais | Membros atuais | Membros atuais |
| ------------------------- | -------------- | -------------- | -------------- | -------------- | -------------- | -------------- | -------------- | -------------- | -------------- | -------------- | -------------- | -------------- |
| Eduardo "Chile" Miranda   |                |                |                |                |                |                |                |                |                |                |                |                |
| Leslie Gallardo           |                |                |                |                |                |                |                |                |                |                |                |                |
| Alba Zepeda               |                |                |                |                |                |                |                |                |                |                |                |                |
| Abel Robles               |                |                |                |                |                |                |                |                |                |                |                |                |
| Elizabeth Varela          |                |                |                |                |                |                |                |                |                |                |                |                |
| Ricardo "Ricky" Ochoa     |                |                |                |                |                |                |                |                |                |                |                |                |
| Sebastián Ochoa           |                |                |                |                |                |                |                |                |                |                |                |                |
| Roberto "Robbie" Mora     |                |                |                |                |                |                |                |                |                |                |                |                |
| Abigail Salazar           |                |                |                |                |                |                |                |                |                |                |                |                |
| Andrea Otaola             |                |                |                |                |                |                |                |                |                |                |                |                |
| Jesús Esparza             |                |                |                |                |                |                |                |                |                |                |                |                |
| Regina Coquet             |                |                |                |                |                |                |                |                |                |                |                |                |
| Ex-membros                |                |                |                |                |                |                |                |                |                |                |                |                |
| Karime Pindter            |                |                |                |                |                |                |                |                |                |                |                |                |
| Luis "Potro" Caballero    |                |                |                |                |                |                |                |                |                |                |                |                |
| Manelyk González          |                |                |                |                |                |                |                |                |                |                |                |                |
| Tadeo Fernández           |                |                |                |                |                |                |                |                |                |                |                |                |
| Luis "Jawy" Méndez        |                |                |                |                |                |                |                |                |                |                |                |                |
| Fernando Lozada           |                |                |                |                |                |                |                |                |                |                |                |                |
| Talía Loaiza              |                |                |                |                |                |                |                |                |                |                |                |                |
| Joyce Islas               |                |                |                |                |                |                |                |                |                |                |                |                |
| Brenda Zambrano           |                |                |                |                |                |                |                |                |                |                |                |                |
| Danik Michell             |                |                |                |                |                |                |                |                |                |                |                |                |
| Tania Gattas              |                |                |                |                |                |                |                |                |                |                |                |                |
| Nicole "Nikki" Olin       |                |                |                |                |                |                |                |                |                |                |                |                |
| Víctor Ortiz              |                |                |                |                |                |                |                |                |                |                |                |                |
| Gabriela "Gaby" Ruiz      |                |                |                |                |                |                |                |                |                |                |                |                |
| Alexya Larios             |                |                |                |                |                |                |                |                |                |                |                |                |
| Antonio "Tony" Tiburcio   |                |                |                |                |                |                |                |                |                |                |                |                |
| Christian Herrera         |                |                |                |                |                |                |                |                |                |                |                |                |
| Humbie Vallin             |                |                |                |                |                |                |                |                |                |                |                |                |
| Luisa Cavazos             |                |                |                |                |                |                |                |                |                |                |                |                |
| Marlen Martínez           |                |                |                |                |                |                |                |                |                |                |                |                |
| Sofía Beltrán             |                |                |                |                |                |                |                |                |                |                |                |                |
| Erick Sandoval            |                |                |                |                |                |                |                |                |                |                |                |                |
| Maria Usi                 |                |                |                |                |                |                |                |                |                |                |                |                |
| Jibranne "Jey" Bazán      |                |                |                |                |                |                |                |                |                |                |                |                |
| Rocío Sánchez             |                |                |                |                |                |                |                |                |                |                |                |                |
| Dania Méndez              |                |                |                |                |                |                |                |                |                |                |                |                |
| Xavier Ulibarri           |                |                |                |                |                |                |                |                |                |                |                |                |
| Fernanda Moreno           |                |                |                |                |                |                |                |                |                |                |                |                |
| Ignacia "Nacha" Michelson |                |                |                |                |                |                |                |                |                |                |                |                |
| Isabel Castro             |                |                |                |                |                |                |                |                |                |                |                |                |
| Jacky Ramirez             |                |                |                |                |                |                |                |                |                |                |                |                |
| Jaylin Castellanos        |                |                |                |                |                |                |                |                |                |                |                |                |
| Beni Falcón               |                |                |                |                |                |                |                |                |                |                |                |                |
| Diego Garciasela          |                |                |                |                |                |                |                |                |                |                |                |                |
| Charlotte Caniggia        |                |                |                |                |                |                |                |                |                |                |                |                |
| Eduardo "Eddie" Schobert  |                |                |                |                |                |                |                |                |                |                |                |                |
| Matheus Crivella          |                |                |                |                |                |                |                |                |                |                |                |                |
| Carlos Pantoja            |                |                |                |                |                |                |                |                |                |                |                |                |
| José Rodriguez            |                |                |                |                |                |                |                |                |                |                |                |                |
| Nati Peláez               |                |                |                |                |                |                |                |                |                |                |                |                |
| Santiago Santana          |                |                |                |                |                |                |                |                |                |                |                |                |
| Andrés Robles             |                |                |                |                |                |                |                |                |                |                |                |                |
| Membros convidados        |                |                |                |                |                |                |                |                |                |                |                |                |
| Cintia Cossio             |                |                |                |                |                |                |                |                |                |                |                |                |
| Elettra Lamborghini       |                |                |                |                |                |                |                |                |                |                |                |                |
| Anahí Izalí               |                |                |                |                |                |                |                |                |                |                |                |                |
| Diana Chiquete            |                |                |                |                |                |                |                |                |                |                |                |                |
| Ramiro Giménez            |                |                |                |                |                |                |                |                |                |                |                |                |
| José "Pepe" Arana         |                |                |                |                |                |                |                |                |                |                |                |                |
| Aarón "Capitán" Albores   |                |                |                |                |                |                |                |                |                |                |                |                |
| Andres Altafulla          |                |                |                |                |                |                |                |                |                |                |                |                |
| Kelly "Red" Medanie       |                |                |                |                |                |                |                |                |                |                |                |                |
| Kelly Reales              |                |                |                |                |                |                |                |                |                |                |                |                |
| María Fletcher            |                |                |                |                |                |                |                |                |                |                |                |                |
| Alejandra Varela          |                |                |                |                |                |                |                |                |                |                |                |                |

     = "Membro" participou desta temporada
     = "Membro" aparece como convidado
     = "Membro" não participou desta temporada

## Episódios
| Temporada | Temporada | Episódios | Exibição no México     | Exibição no México     | Exibição no Brasil     | Exibição no Brasil      |
| Temporada | Temporada | Episódios | Estreia                | Final                  | Estreia                | Final                   |
| --------- | --------- | --------- | ---------------------- | ---------------------- | ---------------------- | ----------------------- |
|           | 1         | 12        | 27 de setembro de 2014 | 6 de dezembro de 2014  | 26 de janeiro de 2015  | 12 de fevereiro de 2015 |
|           | 2         | 13        | 19 de maio de 2015     | 11 de agosto de 2015   | 11 de outubro de 2015  | 3 de janeiro de 2016    |
|           | 3         | 14        | 17 de maio de 2016     | 16 de agosto de 2016   | 5 de junho de 2016     | 21 de agosto de 2016    |
|           | 4         | 12        | 11 de abril de 2017    | 27 de junho de 2017    | 28 de maio de 2017     | 13 de agosto de 2017    |
|           | 5         | 12        | 17 de abril de 2018    | 3 de julho de 2018     | 6 de maio de 2018      | 22 de julho de 2018     |
|           | 6         | 15        | 30 de abril de 2019    | 6 de agosto de 2019    | 2019                   | 2019                    |
|           | 7         | 17        | 2 de junho de 2020     | 29 de setembro de 2020 | 2020                   | 2020                    |
|           | 8         | 15        | 27 de abril de 2021    | 3 de agosto de 2021    | 6 de junho de 2021     | 12 de setembro de 2021  |
|           | 9         | 14        | 18 de janeiro de 2022  | 19 de abril de 2022    | 19 de janeiro de 2022  | 20 de abril de 2022     |
|           | 10        | 12        | 27 de setembro de 2022 | 13 de dezembro de 2022 | 28 de setembro de 2022 | 14 de dezembro de 2022  |
|           | 11        |           | 5 de setembro de 2023  |                        |                        |                         |

### Especiais
| Especial | Especial | Episódios | Exibição no México      | Exibição no México      | Exibição no Brasil  | Exibição no Brasil  |
| Especial | Especial | Episódios | Estreia                 | Final                   | Estreia             | Final               |
| -------- | -------- | --------- | ----------------------- | ----------------------- | ------------------- | ------------------- |
|          | PC       | 4         | 14 de fevereiro de 2017 | 8 de março de 2017      | 19 de março de 2017 | 16 de abril de 2017 |
|          | NG       | 4         | 14 de março de 2017     | 4 de abril de 2017      | 23 de abril de 2017 | 21 de maio de 2017  |
|          | AP       | 8         | 9 de janeiro de 2018    | 27 de fevereiro de 2018 | 23 de abril de 2018 | 3 de maio de 2018   |
|          | AP2      | 8         | 15 de janeiro de 2019   | 5 de março de 2019      | —                   | —                   |
|          | AP3      | 8         | 10 de dezembro de 2019  | 3 de março de 2020      | —                   | —                   |
|          | AHD      | 6         | 29 de outubro de 2020   | 3 de dezembro de 2020   | —                   | —                   |
|          | APX4     | 8         | 23 de fevereiro de 2021 | 13 de abril de 2021     | —                   | —                   |